# Stazione di Santa Teresa di Riva
La stazione di Santa Teresa di Riva è una delle stazioni della linea ferroviaria Messina-Siracusa; è posta al km 303+292 della stessa.
È disposta parallelamente alla SS114 e serve l'abitato del comune omonimo e di alcuni comuni della Valle d'Agrò quali Savoca, Casalvecchio Siculo e Antillo.

## Storia
La stazione venne aperta, con il nome di stazione di Santa Teresa, contestualmente all'apertura all'esercizio del tronco ferroviario Messina-Giardini della ferrovia Messina-Catania, che era parte del programma di costruzioni ferroviarie in Sicilia della Società Vittorio Emanuele. Venne inaugurata quindi il 12 dicembre 1866. La stazione venne costruita tra la strada statale 114, che attraversa l'abitato, e il popoloso quartiere Torrevarata. La stazione è collegata alla strada statale 114 (altrimenti detta Corso Regina Margherita) mediante la via Pozzo Lazzaro o strada della stazione, mediante il sottopassaggio ferroviario che la collega anche con piazza Municipio e mediante la Scala Stazione, un'antica scalinata piuttosto ripida.
Fin dalla sua realizzazione fu dotata di un caratteristico serbatoio per l'acqua (alimentato da un pozzo di proprietà delle Ferrovie dello Stato) che serviva all'approvvigionamento delle locomotive a vapore. L'attuale serbatoio venne eretto nel 1909, dopo che il terremoto siculo-calabro del 1908 aveva reso inservibile quello precedente del 1866. Attualmente è l'unica Torre dell'acqua esistente tra Messina e Giarre.
In base a documenti storici custoditi presso il comune di Santa Teresa di Riva, detto pozzo servì, nelle settimane successive al Terremoto del 1908, ai bisogni idrici di una moltitudine di profughi messinesi che dopo la catastrofe tettonica si erano spostati nel paese di Santa Teresa di Riva distante 40 km dall'epicentro.
Il nome della stazione venne cambiato, agli inizi della gestione delle Ferrovie dello Stato, in "stazione di Santa Teresa di Riva".

## Strutture e impianti
L'edificio di stazione è a un solo livello, disposto lato mare, con tetto a tegole; ad esso è attiguo un altro edificio a due livelli adibito ad alloggio del personale e servizi. Non è munita di pensiline né di sottopassaggi.
La stazione è dotata di Torre dell'acqua con colonna idraulica per il rifornimento di locomotive a vapore (non più attivi), sagoma limite e ponte a bilico da 40 t della lunghezza di 9 m. L'attuale fascio binari comprende due binari attivi: il primo ed il secondo. Il terzo utilizzato per treni merci e servizio movimento è stato eliminato nel 2019.
La stazione è esercita in telecomando DCO

## Movimento
Nel 1938 la stazione era sede di fermata di 10 treni accelerati provenienti da Messina e di 2 treni diretti di cui uno proveniente dal continente; in senso inverso vi fermavano 8 treni accelerati (dei quali due aventi origine nella stazione di Taormina-Giardini e 2 treni diretti provenienti da Siracusa.
Tra la seconda metà del XIX secolo e gli anni settanta fu fondamentale punto di partenza degli agrumi prodotti nel territorio della Valle d'Agrò grazie all'ampio scalo merci ormai dismesso.
L'orario ufficiale del 1975 riportava ancora la fermata di 10 treni in servizio locale, di un espresso proveniente dal continente e di un diretto avente origine a Messina. In senso inverso i treni aventi fermata erano 12, di cui uno espresso; di questi, 4 avevano origine a Taormina-Giardini.
Nel 2014 nell'impianto fermano i treni viaggiatori regionali operati da Trenitalia nell'ambito del contratto di servizio previsto per la Regione Siciliana: il servizio offre la fermata di 17 treni regionali feriali provenienti da Messina. In senso inverso i treni che vi effettuano fermata sono 20.

## Servizi
La stazione è dotata di:
- Biglietteria automatica
- Servizi igienici